# Liste der Autobahnen in Hongkong

Verlauf der Autobahnen in Hongkong

| Kurz | Name     | Verlauf                                   | Länge                    |
| ---- | -------- | ----------------------------------------- | ------------------------ |
|      | Route 1  | Aberdeen – Sha Tin                        | 20,5 km                  |
|      | Route 2  | Quarry Bay – Ma Liu Shui                  | 18,8 km                  |
|      | Route 3  | Sai Ying Pun – Yuen Long                  | 27,4 km                  |
|      | Route 4  | Kennedy Town – Chai Wan                   | 15,3 km                  |
|      | Route 5  | Ngau Tau Kok – Tsuen Wan                  | 17,9 km                  |
|      | Route 6  | Yau Ma Tei – Lam Tin                      | 0 km (in Bau u. Planung) |
|      | Route 7  | Tseung Kwan O – Kwai Chung                | 17,3 km                  |
|      | Route 8  | Sha Tin – Hong Kong International Airport | 33,1 km                  |
|      | Route 9  | Tsuen Wan – Ringautobahn                  | 70,6 km                  |
|      | Route 10 | Shenzhen – Tuen Mun                       | 10,9 km                  |